# Belén (Argentina)
Belén è un comune di seconda categoria dell'Argentina, appartenente alla provincia di Catamarca, situato nella parte occidentale della provincia.
Secondo il censimento del 2010 ha una popolazione di circa 13 524 abitanti. Belén è anche la città-natale dello scrittore argentino Luis Franco.

## Amministrazione

### Gemellaggi
Belén è gemellata con le seguenti città:
- Avezzano, Italia